# Hangar Y

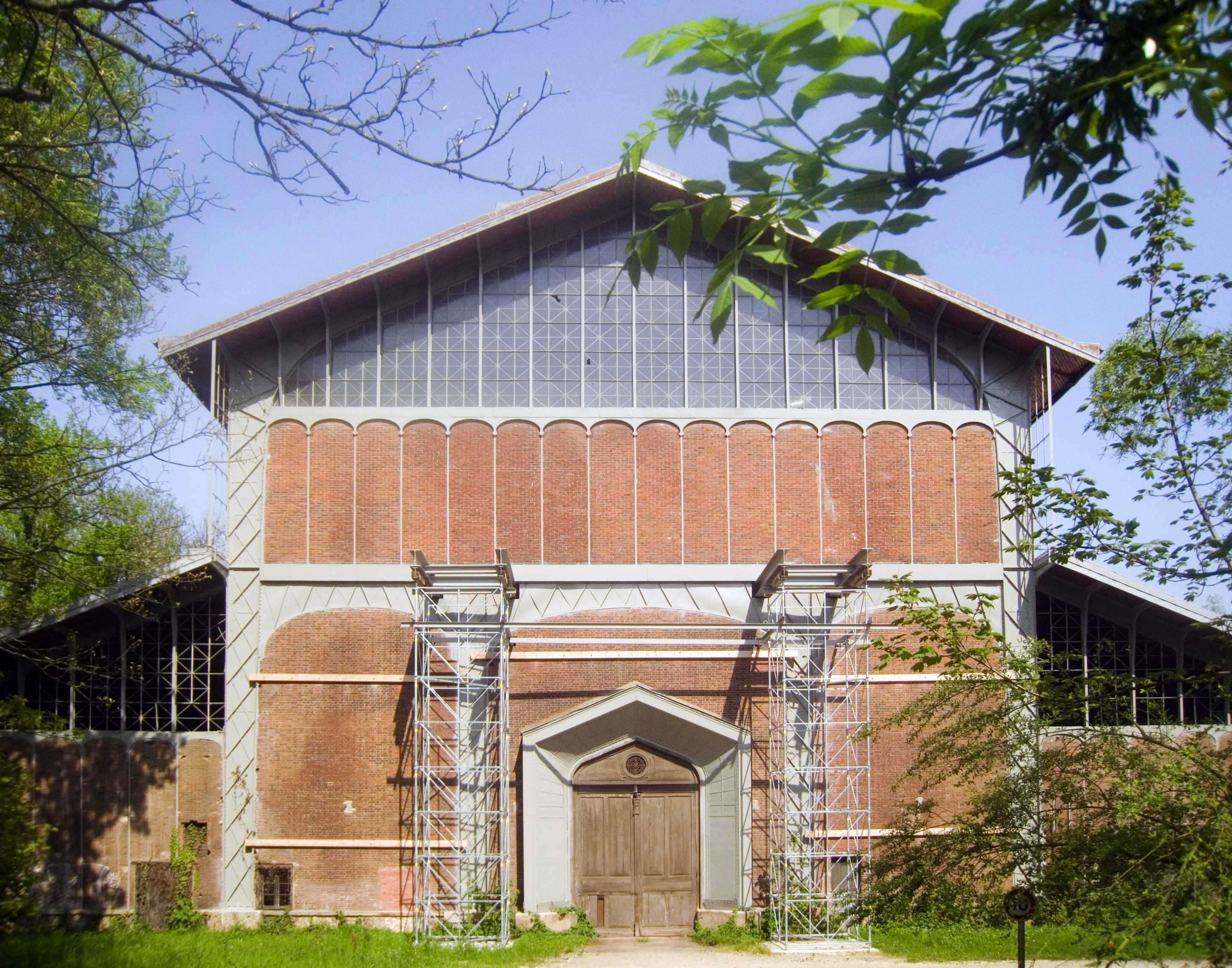
Die Südwest-Fassade des Hangars Y, 2011

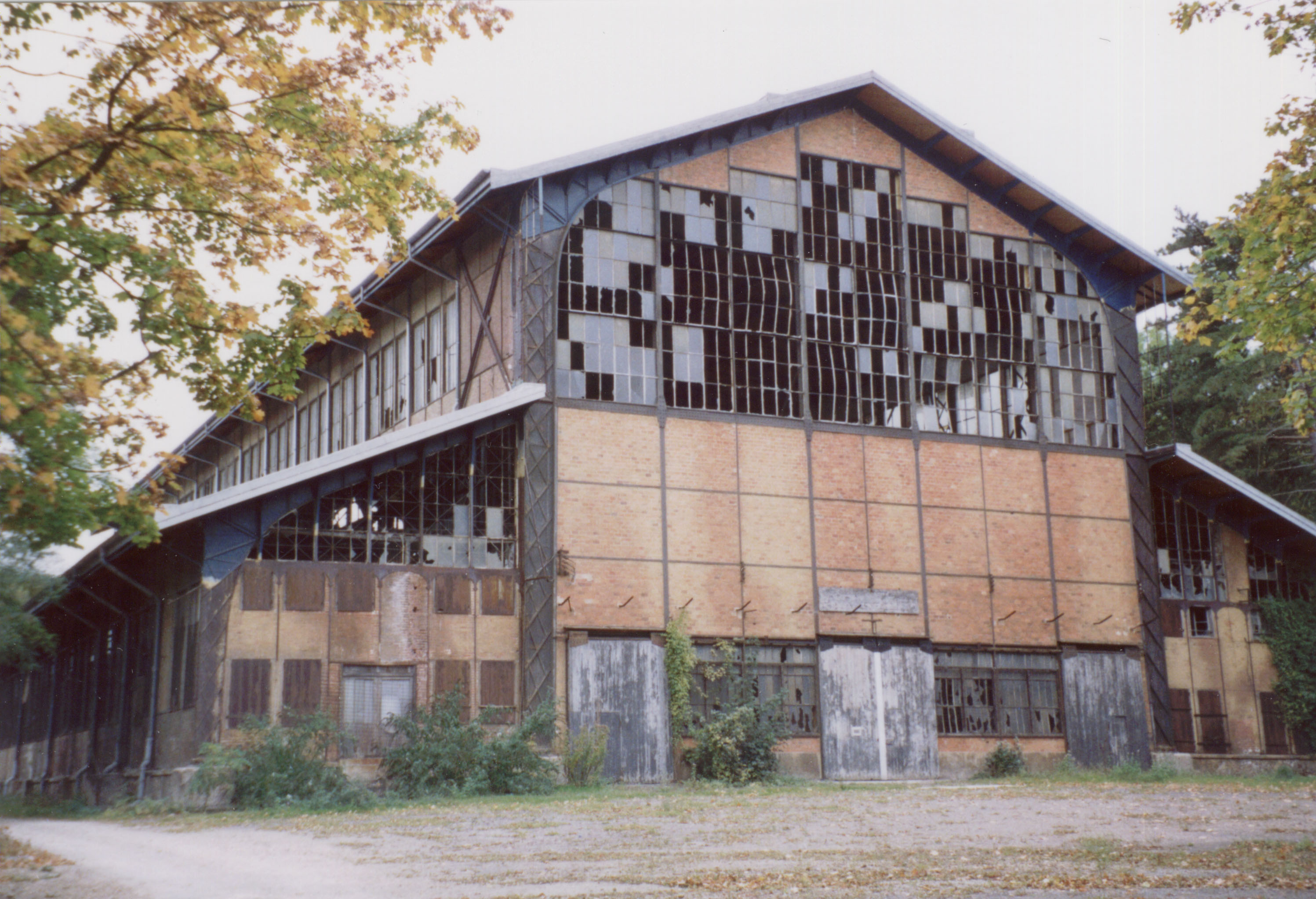
Die Nordost-Fassade des Hangars Y, 2002

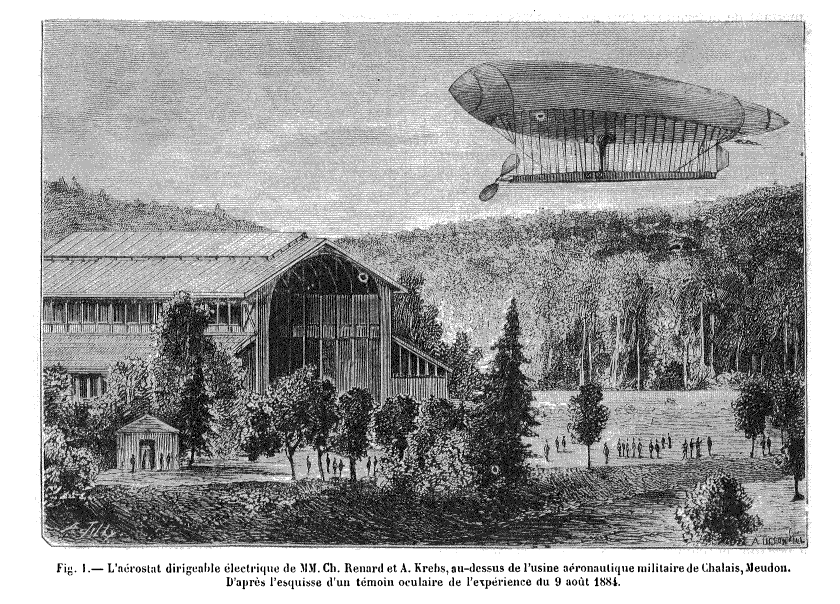
Das Dirigible "La France" am 9. August 1884 über dem Hangar Y in einer zeitgenössischen Darstellung.

Der Hangar Y (französisch hangar, deutsch „Schuppen, Schutzdach“, Plural Hangars) ist der älteste ursprünglich als Luftschiffhalle genutzte Hangar der Welt. Er befindet sich bei Meudon nahe Paris.

## Bau
Der Hangar wurde 1879 vom Établissement Central de l’Aérostation Militaire, einer Versuchs- und Lehranstalt der französischen Armee für Aerostaten, unter der Leitung von Capitaine de Génie (Hauptmann des Ingenieurswesens) Charles Renard (1847–1905), neben einer bereits bestehenden Werkstätte errichtet. Er entstand unter Verwendung von Elementen einer Eisenkonstruktion, die der Architekt Henri de Dion (1828–1878) für die Maschinenhalle der Weltausstellung 1878 in Paris geschaffen hatte. Da das Gebäude im Aufstellungsplan der Aérostation mit dem Buchstaben Y gekennzeichnet war, wurde es unter dem Namen Hangar Y bekannt.

## Nutzung
Charles Renard, dessen Bruder Paul (1854–1933) und Leutnant Arthur Constantin Krebs (1850–1935) bauten 1879 im Hangar Y das Dirigible La France. Krebs wurde 1878 nach Meudon versetzt. Er war für den Elektroantrieb des Luftschiffs verantwortlich und gliederte dem Komplex das erste bekannte Motorenprüflabor an. Alle drei leisteten als Forscher und Erfinder nicht nur in der Luftfahrt Herausragendes.
Von Hangar Y aus starteten Charles Renard und Arthur Krebs am 9. August 1884 zum ersten vollends gelenkten Flug, an dem das Luftschiff an seinen Ausgangspunkt zurückkehrte. La France fuhr dabei einen Kreis von ca. 7,6 km, der die Ortschaft Villacoublay einschloss. Bis 1885 wurde dies mehrfach wiederholt.
Für Versuche mit Fesselballons konstruierte Krebs in Meudon außerdem eine von Pferden gezogene und mit Dampf betriebene Seilwinde mit zwei parallel angebrachten Seiltrommeln sowie eine Trennvorrichtung für das Halteseil. Eine von ihm verbesserte Version wurde noch im Ersten Weltkrieg für Artilleriebeobachtungsballone verwendet.
Durch die Fahrten von La France wurde Hangar Y im kollektiven Gedächtnis der Franzosen zu einem Ort nationaler Größe.
Der Hangar wurde im Jahr 2002 von zwei französischen Ministerien auf die Nominierungsliste als UNESCO-Weltkulturerbe gesetzt.
Ab dem Jahr 1990 wurde das Bauwerk saniert, ab 2009 durch einen speziellen Fonds des Kulturministeriums. Das Gebäude und das umliegende Gelände wurde der privaten Gruppe Culture et Patrimoine übertragen, die es als Kulturzentrum mit Ausstellungen, Ateliers, Veranstaltungssälen und einem gehobenen Restaurant betreibt, seit 2020 zusammen mit der Fondation Art Explora. Es werden auch Teile an Firmen zur Nutzung vermietet.

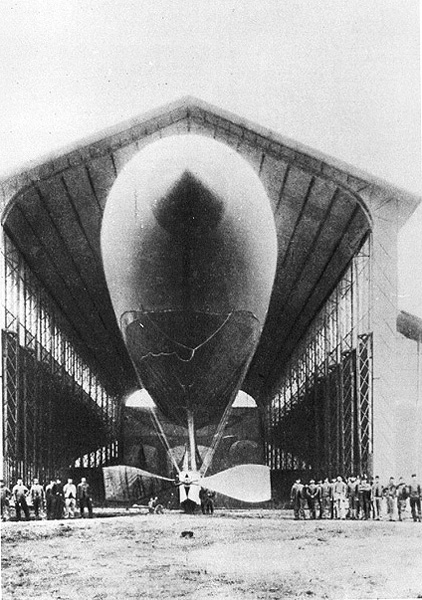
La France im Hangar Y (1885)
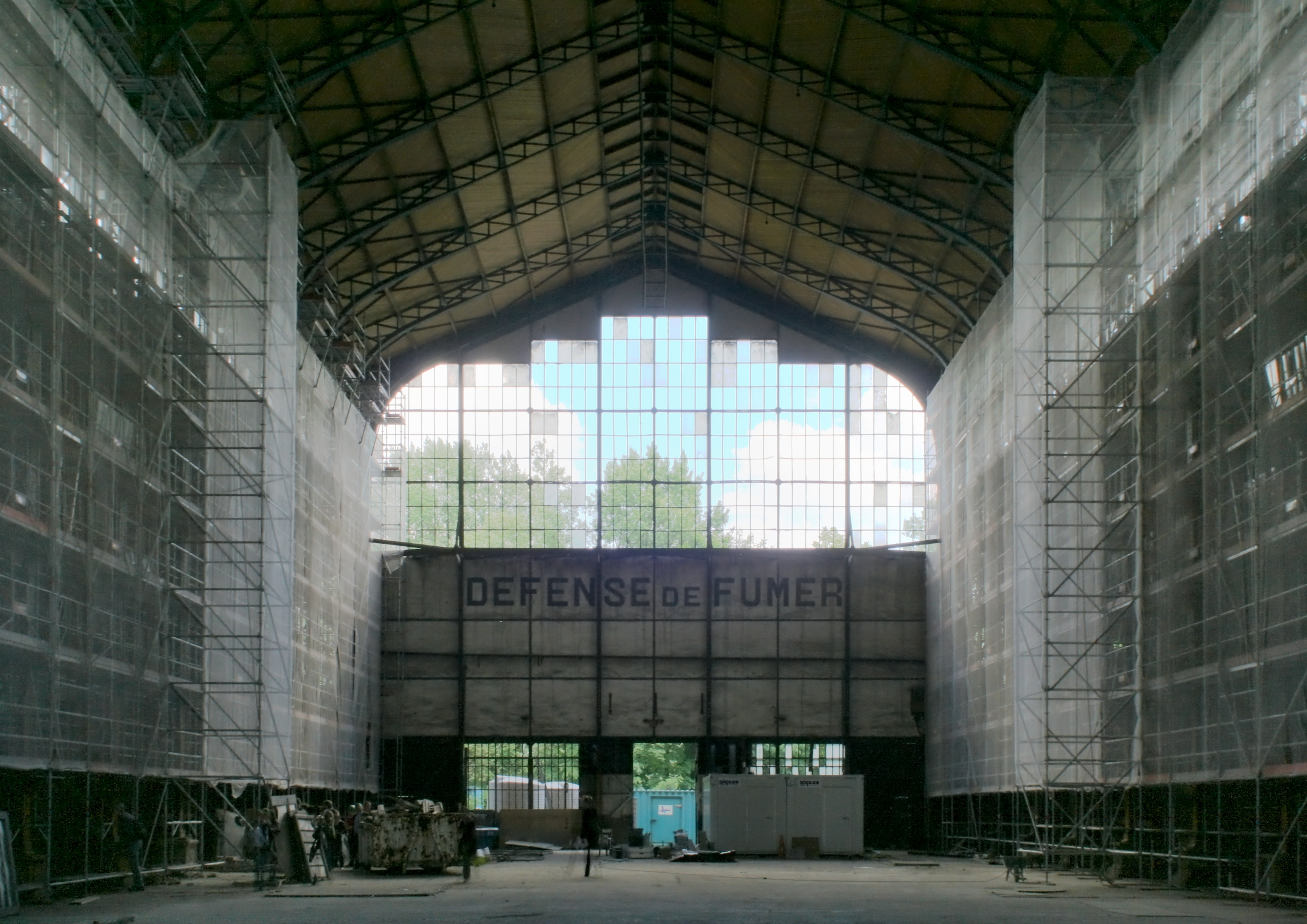
Innenansicht der Nordost-Fassade (2009)
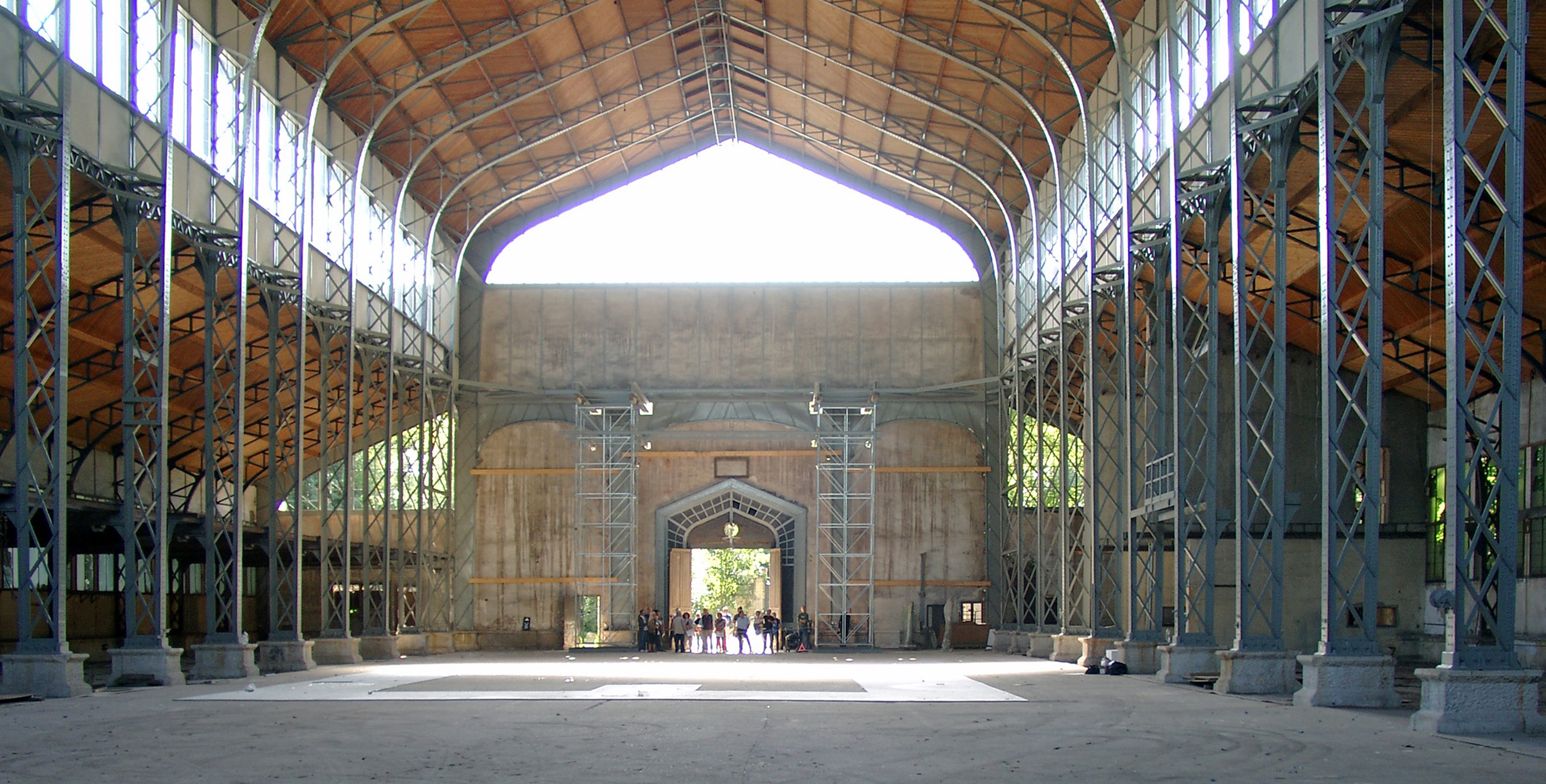
Innenansicht der Südwest-Fassade (2012)